# شبکه حقانی
شبکهٔ حقانی یک گروه شبه‌نظامی در مناطق مرزی افغانستان و پاکستان است. مقر اصلی این شبکه دقیقاً معلوم نیست اما به نظر می‌رسد وزیرستان شمالی واقع در مناطق قبیله‌ای فدرال پاکستان مهم‌ترین پایگاه این شبکه باشد. هر چند این گروه در مناطق مختلف مرزی افغانستان به ویژه پکتیا، پکتیکا و خوست و پاکستان فعالیت دارد.
رهبران این شبکه از قبیلهٔ «زدران» قوم پشتون ساکن ولایت پکتیکا هستند. مولوی جلال‌الدین حقانی در سال ۱۳۷۰ ه‍.ش موفق شد شهر خوست مرکز ولایت خوست را از تسلط حکومت نجیب‌الله درآورد. وی در نخستین کابینهٔ مجاهدین پس از سقوط کابل در سال ۱۳۷۱ پست وزارت دادگستری را بر عهده داشت. چند سال بعد متحد طالبان شد و در حکومت طالبان پست‌هایی همچون فرماندهی طالبان در شمال کابل، وزیر مناطق مرزی و امور قبایلی را بر عهده داشت.
در زمان رونالد ریگان رئیس‌جمهوری دههٔ ۸۰ میلادی آمریکا، نیز به کاخ سفید دعوت و با حمایت آمریکا و پاکستان در اواسط دههٔ ۹۰ به همراه دیگر گروه‌های طالبان بر افغانستان مسلط شد. اما پس از اشغال این کشور از سوی آمریکا به دشمن واشینگتن تبدیل شده و علیه آن‌ها جنگید. این دشمنی پس از حملهٔ آمریکا به مقر بن‌لادن در سال جاری اوج گرفت که حمله به پایگاه بگرام در افغانستان به فاصلهٔ دو هفته پس از انتشار خبر کشته‌شدن بن لادن نخستین واکنش آن‌ها علیه اقدام آمریکا بود.
آمریکا گفته است که شبکهٔ حقانی از جولانگاه‌های امن خود در پاکستان دست به عملیات می‌زند و بارها از پاکستان خواسته است ارتباط خود با شبکهٔ حقانی را قطع کند.

## اتهامات
مقامات آمریکایی، شبکهٔ حقانی را «خانواده‌ای از جنایت‌کاران و قاچاقبران مرزی» می‌نامد که در سال‌های پس از ورود نیروهای ناتو به آن کشور به عنوان یک عامل اصلی حملات انتحاری و تلفات به نیروهای بین‌المللی کمک به امنیت در افغانستان، شهرتی شگفت‌آور به دست آورد.
عمدهٔ ثروت آنها به‌واسطهٔ قاچاق مواد مخدر و آدم‌ربایی و قتل و انتحاری‌های هدف دار مابین مردم افغانستان است و آنها به تولید سلاح و مهمات جنگی نیز می‌پردازند. شبکهٔ حقانی در زمان سقوط دولت کمونیستی افغانستان به صورت یک گروه سازمان‌یافته از «مجرمان و جنایت‌کاران» شکل گرفت و در طول چندین دهه جنگ در افغانستان به «آدم‌ربایی، اخاذی، قاچاق، و حتی حمل و نقل» پرداخته است. سازمان اطلاعات مرکزی آمریکا و مقامات ارتش ایالات متحده از شبکهٔ حقانی به عنوان «مرگ‌بارترین گروه شورشی در افغانستان» یاد می‌کنند.
شبکهٔ حقانی، از دلایل اصلی تیرگی روابط پاکستان و آمریکا است. آمریکا سازمان اطلاعات ارتش پاکستان، موسوم به «آی‌اس‌آی» را به حمایت گسترده از گروه حقانی متهم می‌کند.

## تعقیب بین‌المللی
ایالات متحدهٔ آمریکا برای بازداشت سراج‌الدین حقانی، رهبر شبکهٔ حقانی ۱۰ میلیون دلار جایزه اعلام کرده است. در اوت ۲۰۱۲ میلادی بدرالدین حقانی، یکی از چهرهای اصلی شبکه و مسئول امور مالی و شبکهٔ بین‌المللی قاچاق مواد مخدر وابسته به شبکهٔ حقانی توسط حملهٔ پهپاد متعلق به نیروی هوایی ایالات متحده در خانه‌ای در وزیرستان شمالی کشته شد.